# San Giovanni d'Asso
San Giovanni d'Asso este o comună în Provincia Siena, Toscana din centrul Italiei. În 2011 avea o populație de  899 de locuitori.

## Demografie
San Giovanni d'Asso - evoluția demografică

|  | Graficele sunt indisponibile din cauza unor probleme tehnice. Mai multe informații se găsesc la Phabricator și la wiki-ul MediaWiki. |

Date: Recensăminte sau birourile de statistică - grafică realizată de Wikipedia